# U.S. Route 23
Pour les articles homonymes, voir Route 23.
La U.S. Route 23 (US 23) est une US Route importante reliant Jacksonville, Floride et Mackinaw City, Michigan. Elle est l'une des routes originales de 1926. Une partie de son tracé se trouve sur celui de la Dixie Highway, une autoroute antérieure aux US Routes. Le terminus sud de la route se trouve à Jacksonville, Floride, à la jonction avec la US 1 / US 17. Le terminus nord se trouve à l'échangeur avec l'I-75 à Mackinaw City, Michigan.

## Description du tracé
|       | mi       | km       |
| ----- | -------- | -------- |
| FL    | 37,67    | 60,62    |
| GA    | 391,69   | 630,36   |
| NC    | 109,22   | 175,77   |
| TN    | 78,14    | 125,75   |
| VA    | 60,91    | 98,03    |
| KY    | 157,76   | 253,89   |
| OH    | 234,86   | 377,97   |
| MI    | 364,92   | 587,28   |
| Total | 1 435,17 | 2 309,68 |

### Floride

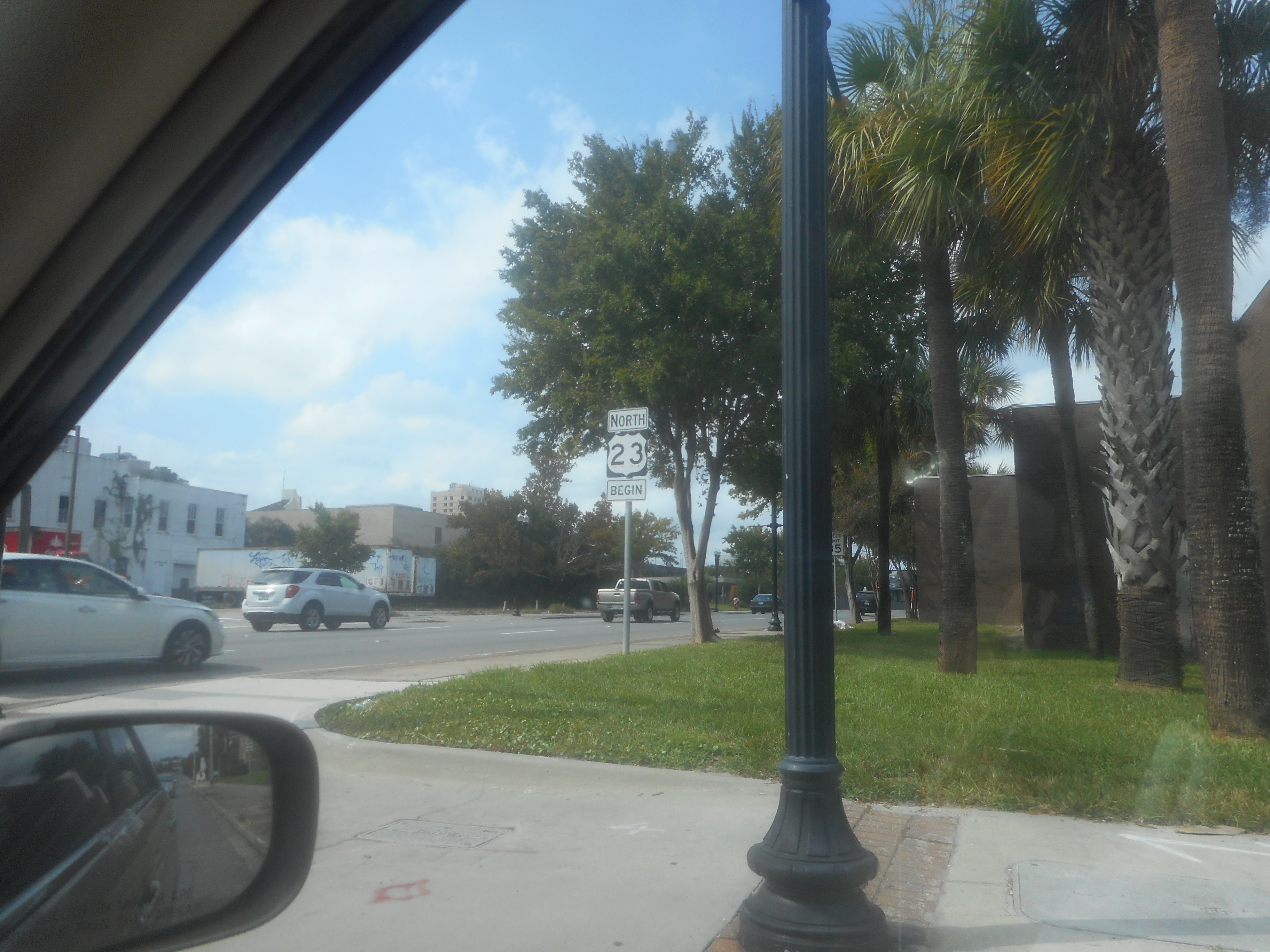
Terminus sud de la US 23 vu depuis la US 1 / US 17 à Jacksonville, Floride

La US 23 débute à la jonction avec la US 1 / US 17 au nord du centre-ville de Jacksonville. Elle est d'abord constituée de deux rues à sens unique, jusqu'à l'ouest de l'I-95, où elle sort de Jacksonville par le nord-ouest. Elle rencontre ensuite la US 1 et forme un multiplex avec celle-ci sur le reste de son parcours en Floride. La route se poursuit et croise l'I-295, sortant ainsi de Jacksonville. À Callahan, la US 1 / US 23 rencontre la US 301, formant un multiplex avec cette route. Les routes se poursuivent jusqu'à la frontière avec la Géorgie, au fleuve Saint Marys.

### Géorgie
En Géorgie, la US 23 entre depuis la Floride en multiplex avec la US 1 et la US 301 au sud de Folkston. C'est à Homeland que la US 301 se sépare de la US 23, laquelle continue vers le nord-ouest avec une configuration de quatre voies divisées. Elle passe par Waycross où elle rencontre la US 82. La US 23 se sépare de la US 1 sept miles (11 km) au nord d'Alma et continue vers Hazlehurst en ayant désormais deux voies.
À Hazlehurst, la US 23 croise la US 221 et débute un multiplex avec la US 341. Elle quitte cette route lorsqu'elle croise l'I-16 près de Macon. Elle devient parallèle à l'I-75 entre Macon et Stockbridge, où elle longe plutôt l'I-675. Elle passe à l'est d'Atlanta et y forme un multiplex avec la US 78. Elle se dirige vers le nord-est jusqu'à Sugar Hill où elle bifurque vers le sud-est et se joint à l'I-985. Au nord-est de Gainesville, alors que l'I-985 prend fin, la US 23 continue dans le tracé vers le nord-est. Elle passe par Cornelia et Clayton avant de quitter la Géorgie.

### Caroline du Nord
La route forme déjà un multiplex avec la US 441 en entrant en Caroline du Nord. Ce multiplex se prolonge jusqu'à Dillsboro, où elle suit maintenant la US 74 jusqu'à Waynesville, endroit où la US 19 se joint au tracé. La route est parallèle à l'I-40 jusqu'à l'ouest d'Asheville. Dans la ville, la US 19 / US 23 rejoint l'I-26 vers le nord. La US 19 quitte le tracé un peu plus loin et l'I-26 / US 23 se rend jusqu'à la frontière avec le Tennessee.

### Tennessee
Le multiplex avec l'I-26 se poursuit jusqu'à Kingsport, après avoir passé par Johnson City. À l'ouest de Kingsport, l'I-26 prend fin à la jonction avec la US 11W et la US 23 continue vers le nord en direction de la Virginie.

### Virginie

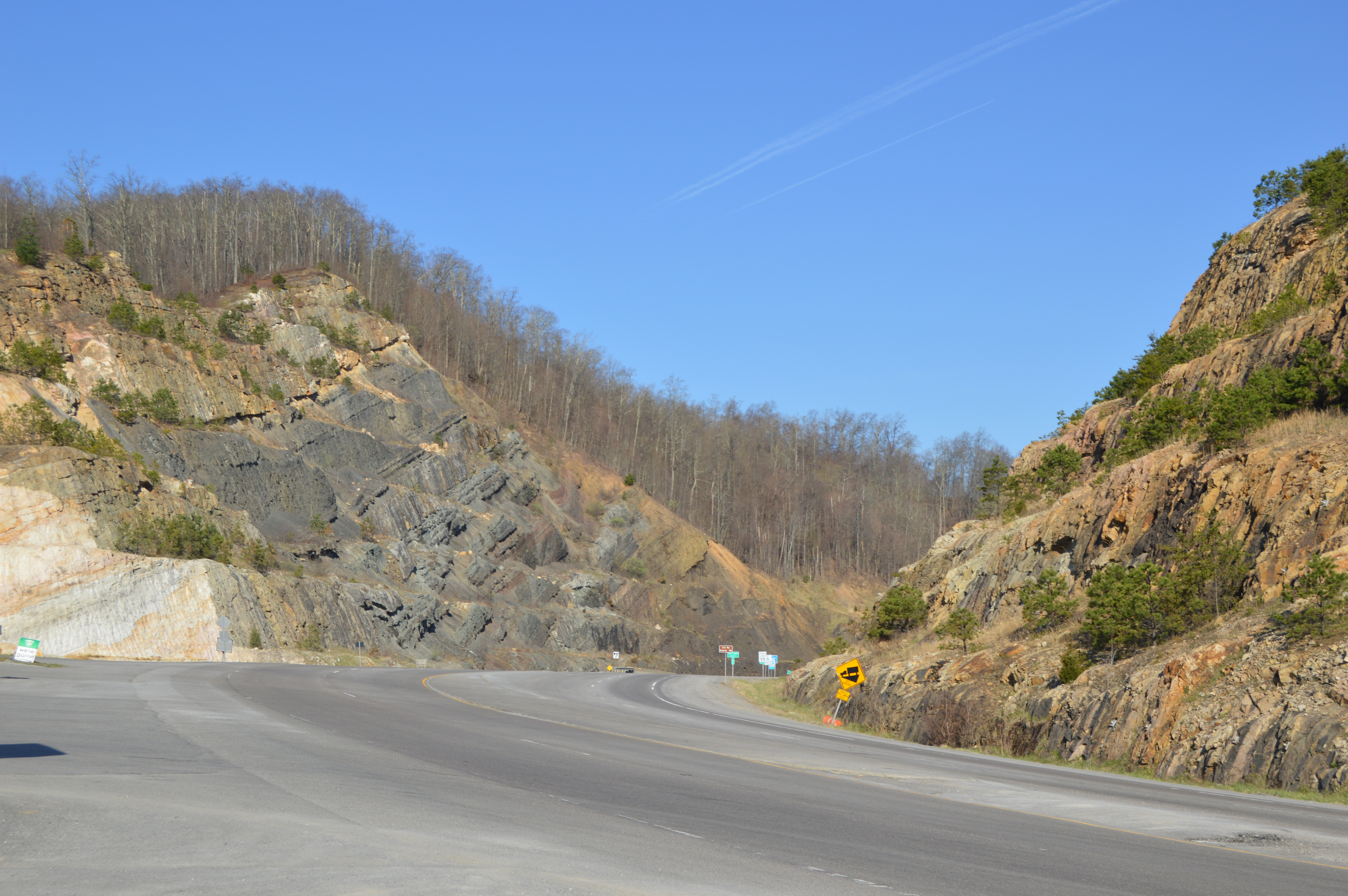
Pound Gap à la frontière entre la Virginie et le Kentucky

La US 23 parcourt 61 miles (98 km) dans le sud-ouest de la Virginie, débutant à Weber City et se terminant à Pound. Elle forme un multiplex avec la US 58 et la US 421 entre Gate City et Duffield. Entre Duffield et Big Stone Gap, elle passe par les Forêts nationales de George Washington et de Jefferson. La route en entier est une route à quatre voies divisées.

### Kentucky
La US 23 entre au Kentucky depuis la Virginie après avoir traversé Pound Gap près de Whitesburg. La US 23 rencontre la US 119 près de Pikeville et les routes forment un multiplex vers le nord. Au sud de Pikeville, elle rejoint la US 460. La US 119 quitte le multiplex au nord de Pikeville et la US 23 / US 460 continue vers le nord-ouest jusqu'à Straffordsville. La route atteint alors la Big Sandy River, marquant la frontière avec la Virginie-Occidentale, et la longe jusqu'à Catlettsburg. Dans cette ville, elle croise l'I-64. Elle longe la rivière Ohio et forme un multiplex avec la US 60 jusqu'à Ashland.
Elle traverse la ville d'Ashland et continue jusqu'à Raceland, Greenup et South Shore, où elle traverse la rivière Ohio et entre en Ohio à Portsmouth.

### Ohio
La US 23 traverse la rivière Ohio depuis le Kentucky, entre à Portsmouth et passe par Lucasville, Piketon, Waverly, Chillicothe et Circleville avant d'atteindre Columbus. Elle longe le Scioto et traverse le centre-ville de Columbus du sud au nord. Elle est constituée de rues à sens unique entre le centre-ville et un secteur un peu au nord du centre-ville. Elle traverse Worthington et entre à Delaware. À Waldo, la US 23 prend la forme d'une voie rapide comptant peu d'intersections à niveau. Elle continue ainsi dans le comté de Marion et contourne Marion, Upper Sandusky et Findlay. À Carey, elle cesse d'être une voie rapide et redevient une route rurale alors qu'elle traverse Carey, Fostoria et Risingsun.
À l'ouest de Woodville, la US 23 croise la US 20 et forme un multiplex avec celle-ci. Elle se joint ensuite à l'I-75 puis à l'I-475, autour de Perrysburg et de Maumee, au sud de Toledo. Elle continue en multiplex avec l'I-475 jusqu'à Sylvania, endroit où l'I-475 bifurque vers l'est en direction de Toledo et que la US 23 se continue vers le nord avec une configuration autoroutière. Tout juste au sud de la frontière avec le Michigan, la US 223 débute en multiplex avec la US 23. Les deux routes traversent la frontière au nord de Sylvania.

### Michigan

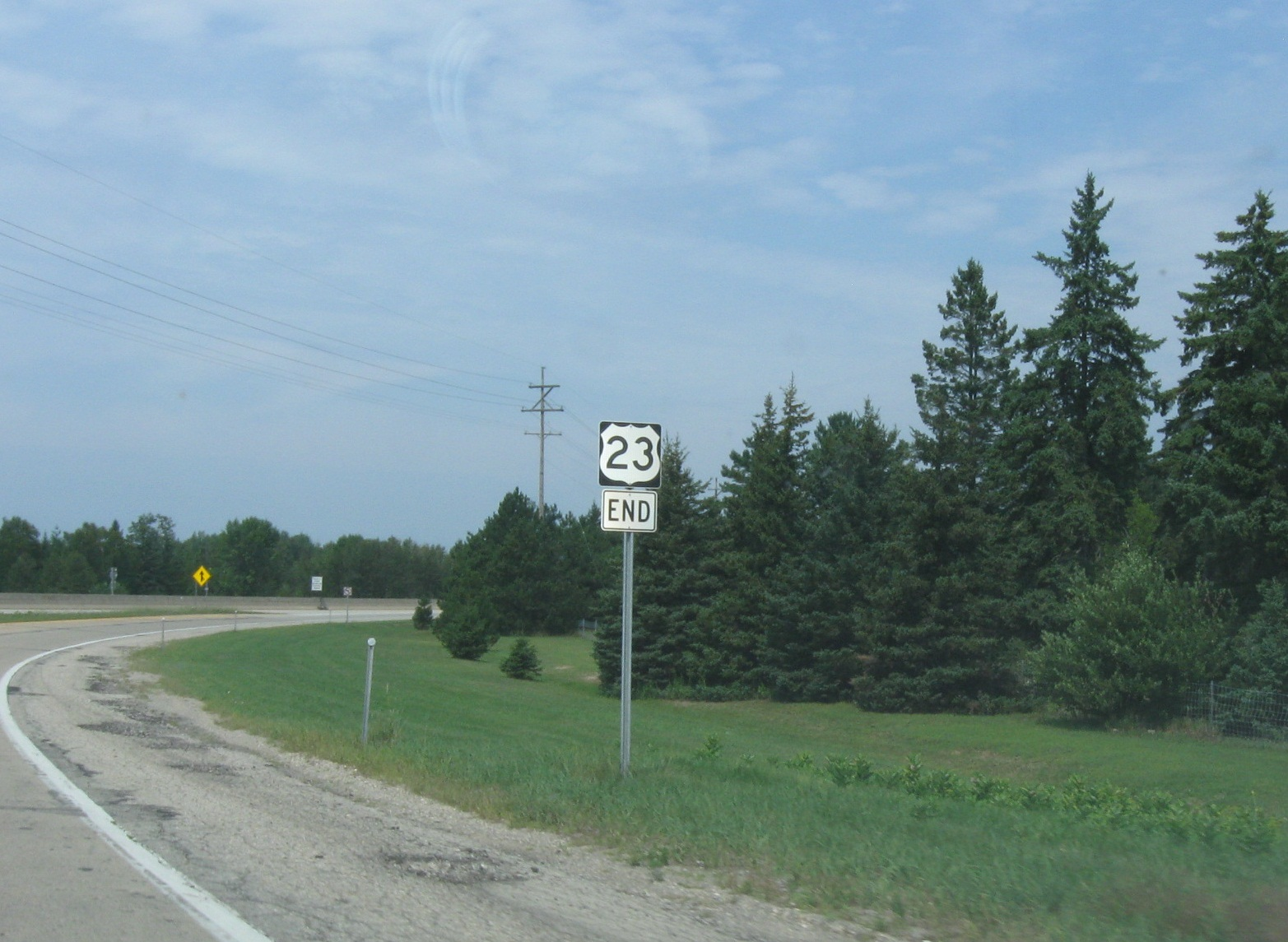
Terminus nord de la US 23 avant le Pont Mackinac

La US 23 sert de voie de contournement autoroutière de Détroit alors qu'elle se situe à l'ouest de l'I-75, laquelle entre dans la ville. Elle contourne Ann Arbor par l'ouest et le nord et se poursuit jusqu'à Brighton où elle croise l'I-96. Elle continue vers le nord et atteint l'I-75 au sud-ouest de Flint. Les routes forment alors un multiplex jusqu'à Standish. Elle quitte l'autoroute et devient une route rurale de deux voies en suivant la rive du Lac Huron. Elle prend fin alors qu'elle rencontre l'I-75, juste avant le Pont Mackinac à Mackinaw City.

## Intersections majeures
Floride
 US 1 / US 17 à Jacksonville. La US 17 / US 23 forment un multiplex dans la ville.
 I-95 / US 17 à Jacksonville
 US 1 à Jacksonville. Les routes forment un multiplex jusqu'au nord d'Alma, Géorgie.
 I-295 à Jacksonville
 US 301 à Callahan. Les routes forment un multiplex jusqu'à Homeland, Géorgie.
Géorgie
 US 82 à Waycross. Les routes forment un multiplex jusqu'à l'ouest de Deenwood.
 US 84 à Waycross. Les routes forment un multiplex dans la ville.
 US 341 à Baxley. Les routes forment un multiplex jusqu'à Eastman
 US 221 à Hazlehurst. Les routes forment un multiplex dans la ville.
 US 280 / US 319 / US 441 à McRae
 I-16 à Smithsonia
 US 80 à l'est de Macon. Les routes forment un multiplex jusqu'à Macon.
 US 129 à Macon. Les routes forment un multiplex dans la ville.
 I-16 à Macon
 I-75 à Macon
 I-75 à Macon
 I-75 au nord-ouest de Macon
 I-675 au sud-ouest de Rex
 I-285 au nord de Conley
 I-20 aux limites entre les quartiers d'East Atlanta et d'Edgewood
 US 29 / US 78 / US 278 aux limites entre les quartiers de Poncey-Highland et d'Atkins Park. La US 23 / US 29 / US 78 forment un multiplex jusqu'à Decatur. La US 23 / US 278 forment un multiplex jusqu'à Druid Hills.
 I-85 au nord des limites entre North Druid Hills et Brookhaven
 I-285 à Doraville
 I-985 à Buford. Les routes forment un multiplex jusqu'à Gainesville.
 US 129 à Gainesville. Les routes forment un multiplex dans la ville.
 US 441 au nord-ouest de Cornelia. Les routes forment un multiplex jusqu'au nord-ouest de Dillsboro, Caroline du Nord.
 US 123 au sud-est de Clarkesville
 US 76 à Clayton. Les routes forment un multiplex dans la ville.
Caroline du Nord
 US 64 à Franklin. Les routes forment un multiplex autour du sud-est de la ville.
 US 74 / US 441 au nord-ouest de Dillsboro. La US 23 / US 74 forment un multiplex jusqu'à l'ouest de Clyde.
 US 276 à Waynesville
 US 19 à Lake Junaluska. Les routes forment un multiplex jusqu'au nord-est de Mars Hill.
 I-40 / US 74 à Asheville
 I-26 / I-240 à Asheville. L'I-26 / US 23 forment un multiplex jusqu'au nord-est de Mars Hill. L'I-240 / US 23 forment un multiplex dans la ville.
 US 70 à Asheville. Les routes forment un multiplex jusqu'à Weaverville.
 US 25 à Woodfin. Les routes forment un multiplex jusqu'à Weaverville.
Tennessee
 US 19W au nord-est d'Ernestville. Les routes forment un multiplex jusqu'à Johnson City.
 US 321 à Johnson City
 US 11E à Johnson City
 I-81 à Kingsport
 US 11W à Kingsport
Virginie
 US 58 / US 421 à Weber City. Les routes forment un multiplex jusqu'à Duffield.
Kentucky
 US 119 au sud-est de Jenkins. Les routes forment un multiplex jusqu'à Pikeville.
 US 460 à Pikeville. Les routes forment un multiplex jusqu'à Staffordsville.
 I-64 au sud-ouest de Catlettsburg
 US 60 à Catlettsburg. Les routes forment un multiplex jusqu'à Ashland.
Ohio
 US 52 à Portsmouth
 US 35 / US 50 à Scioto Township. Les routes forment un multiplex dans le township.
 US 22 à Circleville
 I-270 à Hamilton Township
 US 33 à Columbus. Les routes forment un multiplex dans la ville.
 US 62 à Columbus. Les routes forment un multiplex dans la ville.
 US 40 à Columbus
 I-670 à Columbus
 I-270 à Columbus
 US 42 à Delaware. Les routes forment un multiplex dans la ville.
 US 36 à Delaware
 US 30 à Crane Township. Les routes forment un multiplex jusqu'à Salem Township.
 US 224 à Loudon Township
 US 6 aux limites entre les townships de Montgomery, de Scott, de Freedom et de Madison
 US 20 aux limites entre les townships de Troy et de Woodville. Les routes forment un multiplex jusqu'à Perrysburg.
 I-75 à Perrysburg. Les routes forment un multiplex dans la ville.
 I-475 à Perrysburg. Les routes forment un multiplex jusqu'à Sylvania Township.
 US 24 à Maumee
 US 20 à Sylvania Township
 US 223 à Sylvania. Les routes forment un multiplex jusqu'à Whiteford Township, Michigan.
Michigan
 US 12 à Pittsfield Charter Township
 I-94 à Ann Arbor
 I-96 à Brighton
 I-75 à Mundy Township. Les routes forment un multiplex jusqu'à Lincoln Township.
 I-69 à Flint Township
 I-475 à Mount Morris Township
 I-675 à Buena Vista Charter Township
 I-675 à Zilwaukee Township
 US 10 à Monitor Township
 I-75 à Mackinaw City

## Routes auxiliaires
- US 123, route sud-nord reliant Clarkesville, Géorgie à Greenville, Caroline du Sud.
- US 223, route sud-nord reliant Sylvania, Ohio à Woodstock Township, Michigan.